# Jormuansaari
Jormuansaari är en ö i Finland. Den ligger i sjön Jurmua och i kommunen Kuusamo i den ekonomiska regionen  Koillismaa ekonomiska region  och landskapet Norra Österbotten, i den nordöstra delen av landet, 700 km norr om huvudstaden Helsingfors. Öns area är 3,4 hektar och dess största längd är 390 meter i sydöst-nordvästlig riktning.